# Starlight (сингл Muse)
Starlight — сингл британской альтернативной рок-группы Muse с их четвёртого студийного альбома «Black Holes and Revelations». Вышел 4 сентября 2006 как второй сингл с Black Holes and Revelations. Песня достигла #13 в британском сингловом чарте. На живых концертах «Starlight» обычно исполняется на полтона ниже, чем можно слышать на сингле.
Если верить Мэтту, песня была в числе «написанных в последний момент». «Она всегда получалась у нас сложнее, чем мы хотели».

## Предыстория и запись
«Starlight» была написана во время проб студийной работы в конце 2004 года. Крис Уолстенхолм сказал, что это — «песня без вести пропавших, песня о любви к друзьям, семье, к тем, кто вам дорог». Мэтт Беллами сказал, что он написал песню во время плавания на лодке в плохую погоду.

## Клип
Видеоклип был снят Paul Minor в Лос-Анджелесе, на палубе крупного балкера Ocean Chie. Участники группы выступают в роли всеми покинутых потерпевших бедствие на борту корабля, подающих сигналы в надежде, что их увидят, что связано с лирикой самой песни. 

Мэтт Беллами рассказал в интервью Билли Слоану, что «это было очень масштабно и эпично — играть на огромной платформе посреди океана».
Есть 2 версии клипа — обычная (4:05) и режиссёрская (3:52). В режиссёрской версии показан центр управления бункера Ocean Chie («Океан Чи»), а также координаты «бедствия» — 41° 04'36.88"N 161° 37'46.06"E.

## В других источниках
«Starlight» звучит в финальной серии «The Pickup Artist 2» и во время титров к фильму «Турист». Адам Ламберт исполнил эту песню в American Idol Season 8 Tour.

## Список композиций
7" винил
1. «Starlight» — 3:59
2. «Supermassive Black Hole» (Phones Control Voltage Mix) — 4:19

CD-сингл
1. «Starlight» — 3:59
2. «Easily» — 3:40

DVD-сингл
1. «Starlight» (клип) — 4:07
2. «Starlight» (аудио) — 3:59
3. «Starlight» (making-видео)
4. «Hidden Track»